# 倫布爾克

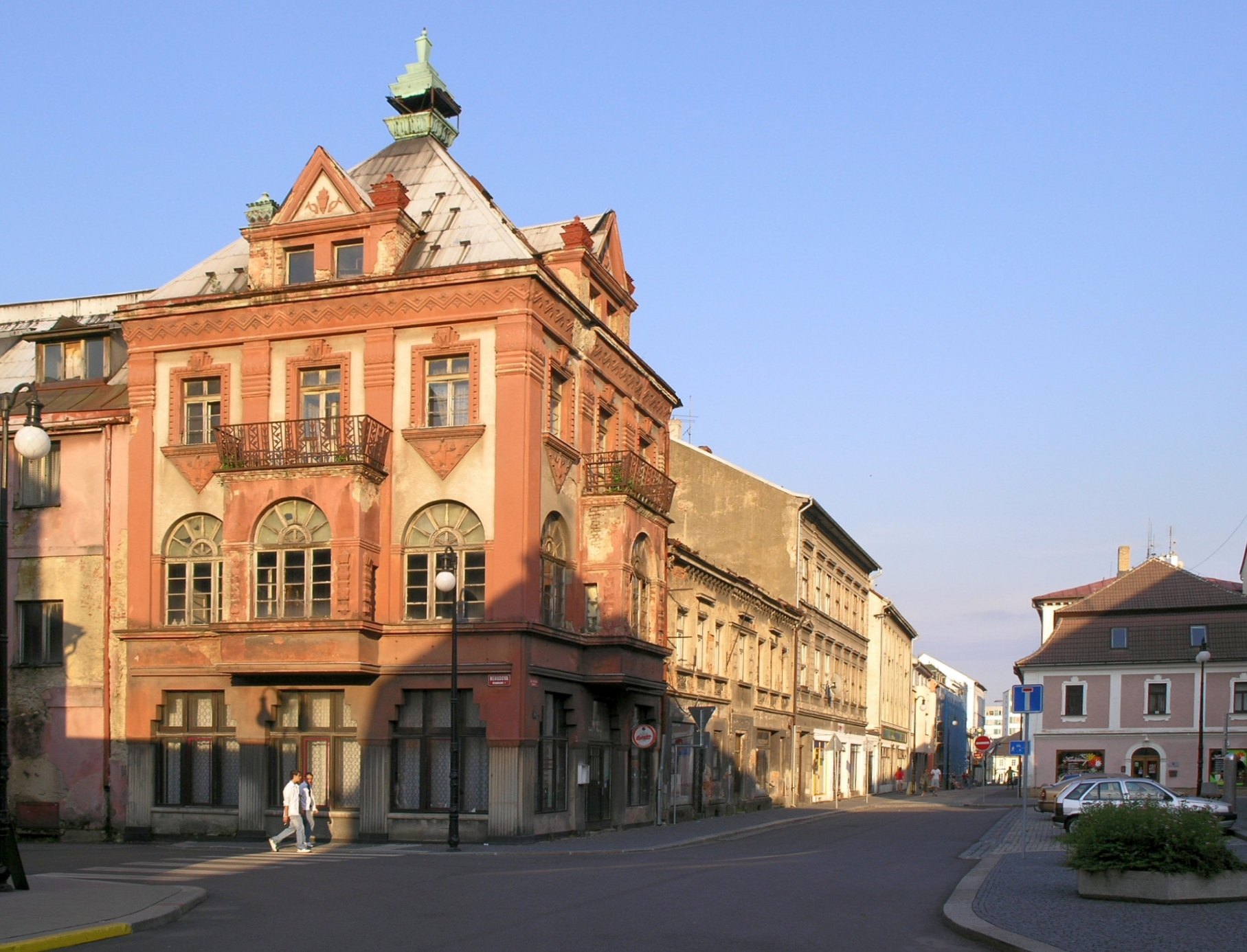

倫布爾克是捷克的城鎮，位於該國北部，毗鄰與德國接壤的邊境，由烏斯季州負責管轄，面積24.69平方公里，海拔高度387米，鎮上的修道院建於1690年，2005年人口總共11,129。

## 外部連結
- Municipal website (in Czech) （页面存档备份，存于）
- Map of Rumburk（页面存档备份，存于）